# Veronika Zvařičová
Veronika Zvařičová, née le 8 décembre 1988 à Krnov, est une biathlète tchèque.

## Biographie
Elle fait partie de l'équipe nationale depuis 2006, prenant part aux Championnats du monde junior. En 2008, elle obtient sa première récompense avec la médaille d'argent en relais aux Championnats d'Europe junior. Un an plus tard, dans cette même discipline, elle décroche le titre mondial chez les juniors.
2008-2009 est également sa première saison chez les séniors, obtenant même une sélection pour les Championnats du monde à Pyeongchang, où elle prend la 22e place au sprint, ce qui lui attribue ses premiers points en Coupe du monde et restera son meilleur résultat à ce niveau.
En 2010, elle participe à ses premiers et seuls jeux olympiques à Vancouver, où elle est 71e du sprint.
De retour dans les points en Coupe du monde, elle obtient un podium en relais durant la saison 2012-2013 à Ruhpolding, ainsi qu'une médaille d'argent aux Championnats d'Europe à Bansko cet hiver. 
Elle prend sa retraite sportive en 2018, où elle a marqué des points en Coupe du monde de nouveau après cinq ans.

## Palmarès

### Jeux olympiques d'hiver
| Épreuve / Édition              | Individuel | Sprint | Poursuite | Départ en masse | Relais |
| Jeux olympiques 2010 Vancouver | —          | 71e    | —         | —               | —      |

Légende :
- — : Pas de participation à lépreuve

### Championnats du monde
| Épreuve / Édition | Pyeongchang 2009 | Ruhpolding 2012 |
| Sprint            | 22e              | 70e             |
| Poursuite         | 36e              | -               |
| Départ en masse   | -                | -               |
| Individuel        | -                | 52e             |
| Relais            | 12e              | 10e             |
| Relais mixte      | -                | -               |

Légende :
- — : Pas de participation à l'épreuve

### Coupe du monde
- Meilleur classement général : 79e en 2009.
- Meilleur résultat individuel : 22e.
- 1 podium en relais : 1 troisième place.

#### Détail des classements
| Année | Classement général | Classement de l'individuel | Classement du sprint | Classement de la poursuite | Classement de la mass start |
| 2009  | 79e                | 75e                        | 75e                  |                            | -                           |
| 2013  | 92e                | 80e                        | -                    | -                          | -                           |
| 2018  | 88e                | -                          | -                    | 48e                        | -                           |

### Championnats d'Europe
Médaille d'argent du relais en 2013.

### Championnats du monde junior
Médaille d'or en relais à Canmore en 2009.

### Championnats d'Europe junior
- Médaille d'argent du relais en 2008.